# Logis de Coureilles (La Rochelle)
Le logis de Coureilles est situé à La Rochelle en Charente-Maritime.

## Histoire
En 1473, le domaine semble être propriété d'Eubles Pastoureau, acquéreur de la terre de L'Houmée. On le retrouve ensuite entre les mains de la famille Nicolas jusqu'en 1709. 
Acquis par Jean Léger de La Grange à Gédéon Nicolas de Voutron, le logis passe par héritage à Louise Léger de La Grange, épouse de Joseph Damours de Freneuse, puis à leur fille Marie-Louise Damours de Freneuse, épouse de Joseph-Honoré Régnier, conseiller du roi au présidial de La Rochelle. La famille Régnier conserve le domaine jusqu'en 1813. Il est alors acquis par trois horlogers de La Rochelle, Étienne-Louis et Benjamin Gaultier, et Pierre-François Oltramar, époux d'Aimée Gaultier.
Le domaine est inscrit comme site naturel en 1976.